# Дубровский, Георгий Алексеевич
Гео́ргий Алексе́евич Дубро́вский (1901—1975) — подполковник Советской Армии, участник Великой Отечественной войны, Герой Советского Союза (1945).

## Биография
Георгий Дубровский родился 21 октября 1901 года в селе Бобраки (ныне — Урицкий район Орловской области) в крестьянской семье. Окончил неполную среднюю школу. В 1919—1924 годах проходил службу в Рабоче-крестьянской Красной Армии, участвовал в боях Гражданской войны. Демобилизовавшись, поселился в городе Часов Яр Сталинской (ныне — Донецкой области Украины). Работал на заводе № 1 им. Артема грузчиком огнеупоров, в 1929—1932 годах работал секретарем парторганизации завода, в 1933—1941 годах был секретарём райкома ВКП(б). Окончил Московские ленинские курсы при ЦК ВКП(б) и Военно-политическую академию. В 1941 году Дубровский был повторно призван в армию. С августа того же года — на фронтах Великой Отечественной войны. К июню 1944 года майор Георгий Дубровский был заместителем по политической части командира 850-го стрелкового полка 277-й стрелковой дивизии 5-й армии 3-го Белорусского фронта.
Участвовал в боях под Витебском в июне 1944 года, форсировании Березины, Вилии и Немана в составе передовых отрядов, освобождении Вильнюса и Каунаса. Неоднократно отличался в боях. Так, во время боёв под Каунасом полк Дубровского вырвался далеко вперёд основных сил и попал в окружение. Перейдя к обороне, полк под руководством в том числе Дубровского отбил ряд вражеских контратак.
Указом Президиума Верховного Совета СССР от 24 марта 1945 года за «образцовое выполнение боевых заданий командования на фронте борьбы с немецкими захватчиками и проявленные при этом мужество и героизм» майор Георгий Дубровский был удостоен высокого звания Героя Советского Союза с вручением ордена Ленина и медали «Золотая Звезда» за номером 6172.
В 1946 году в звании подполковника Дубровский был уволен в запас. Проживал в городе Часов Яр Донецкой области, работал работал заместителем директора, председателем профкома завода им. Орджоникидзе, секретарём райкома КПСС. Умер 23 апреля 1975 года, похоронен в городе Часов Яр.
Был также награждён двумя орденами Отечественной войны 1-й степени, орденами Отечественной войны 2-й степени, Трудового Красного Знамени, Красной Звезды, а также рядом медалей.
Решением Часовоярского городского совета от 13.07.2000 № ХХIII/12-158 Дубровскому Георгию Алексеевичу присвоено звание «Почетный гражданин города Часов Яр» (посмертно).